# Buschehr (Verwaltungsbezirk)
Buschehr (persisch شهرستان بوشهر) ist ein Schahrestan in der Provinz Buschehr im Iran. Er enthält die Stadt Buschehr, welche die Hauptstadt des Verwaltungsbezirks ist. 

## Demografie
Bei der Volkszählung 2016 betrug die Einwohnerzahl des Schahrestan 298.594. Die Alphabetisierung lag bei 94 Prozent der Bevölkerung. Knapp 92 Prozent der Bevölkerung lebten in urbanen Regionen.
| Zensusjahr | Einwohnerzahl |
| ---------- | ------------- |
| 2011       | 258.906       |
| 2016       | 298.594       |